# Llac 1
Llac I és un possible jaciment paleolític de Banyoles i Porqueres (Pla de l'Estany), inclòs a l'Inventari del Patrimoni Arqueològic i Paleontològic de Catalunya.
Es tracta probablement d'un jaciment paleolític a l'aire lliure en una zona anomenada Prats Comuns prop de Banyoles i de l'Estany, molt a prop de les aigües de l'Estany.
El descobriment és obra del Sr. Joan Abad, membre de l'Associació Arqueològica de Girona. La major part dels materials van ser trobats en prospeccions que feia per la zona. S'han trobat una sèrie de peces en superfície. Unes són de sílex de possible cronologia del Paleolític superior i unes altres realitzades en quars i roques metamòrfiques que podrien datar-se entre el Paleolític superior o Mitjà. Per les evidències trobades es creu que podria tractar-se d'un jaciment important i per aquest motiu s'ha intentat en dues vegades fer prospeccions a la zona, però sempre ha estat impossible doncs els camps estaven conreats.
L'any 2004 es va fer una intervenció preventiva amb motiu del projecte “Estudi d'Impacte Ambiental. Millora General. Desdoblament carretera C-66. Tram: Banyoles-Besalú”.
S'han trobat més d'un centenar de peces, la majoria de quars i sílex tot i que hi ha algunes elaborades en roques metamòrfiques. Les peces de sílex estan recobertes d'una pàtina blanca, però conserven les arestes en bon estat. Les troballes estan dipositades a l'Associació Arqueològica de Girona i al MACB Plaça de la Font, 11 (Banyoles).